# Гранж, Жан-Батист
Жан-Бати́ст Гранж (фр. Jean-Baptiste Grange; род. 10 октября 1984, Сен-Жан-де-Морьен, департамент Савойя, Франция) — французский горнолыжник, двукратный чемпион мира в слаломе (2011 и 2015). Специализировался в слаломе, гигантском слаломе и комбинации.
Старший брат Франсуа-Сириль Гранж (род. 1983) также занимался горнолыжным спортом, но наиболее известен тем, что в детстве зажигал огонь зимних Олимпийских игр 1992 года в Альбервиле вместе с Мишелем Платини.

## Спортивная карьера
Дебютировал в Кубке мира 11 января 2004 года в Шамони на трассе слалома.
На Олимпиаде 2006 года в Турине 21-летний Гранж выступал в слаломе и комбинации. В слаломе после первой попытки шёл 18-м, а во второй не сумел добраться до финиша. В комбинации Жан-Батист занял 45-е место в скоростном спуске, в слаломе же выступил гораздо успешнее — в первой попытке он показал 4-е чистое время, во второй же вообще был лучшим. По сумме двух спусков в слаломе молодой француз показал второе время, но из-за неудачного выступления в скоростном спуске смог занять лишь 13-е итоговое место.
На следующий год в шведском Оре Гранж выиграл бронзу чемпионата мира в слаломе, на 0,03 сек опередив ставшего четвёртым знаменитого австрийца Бенджамина Райха.

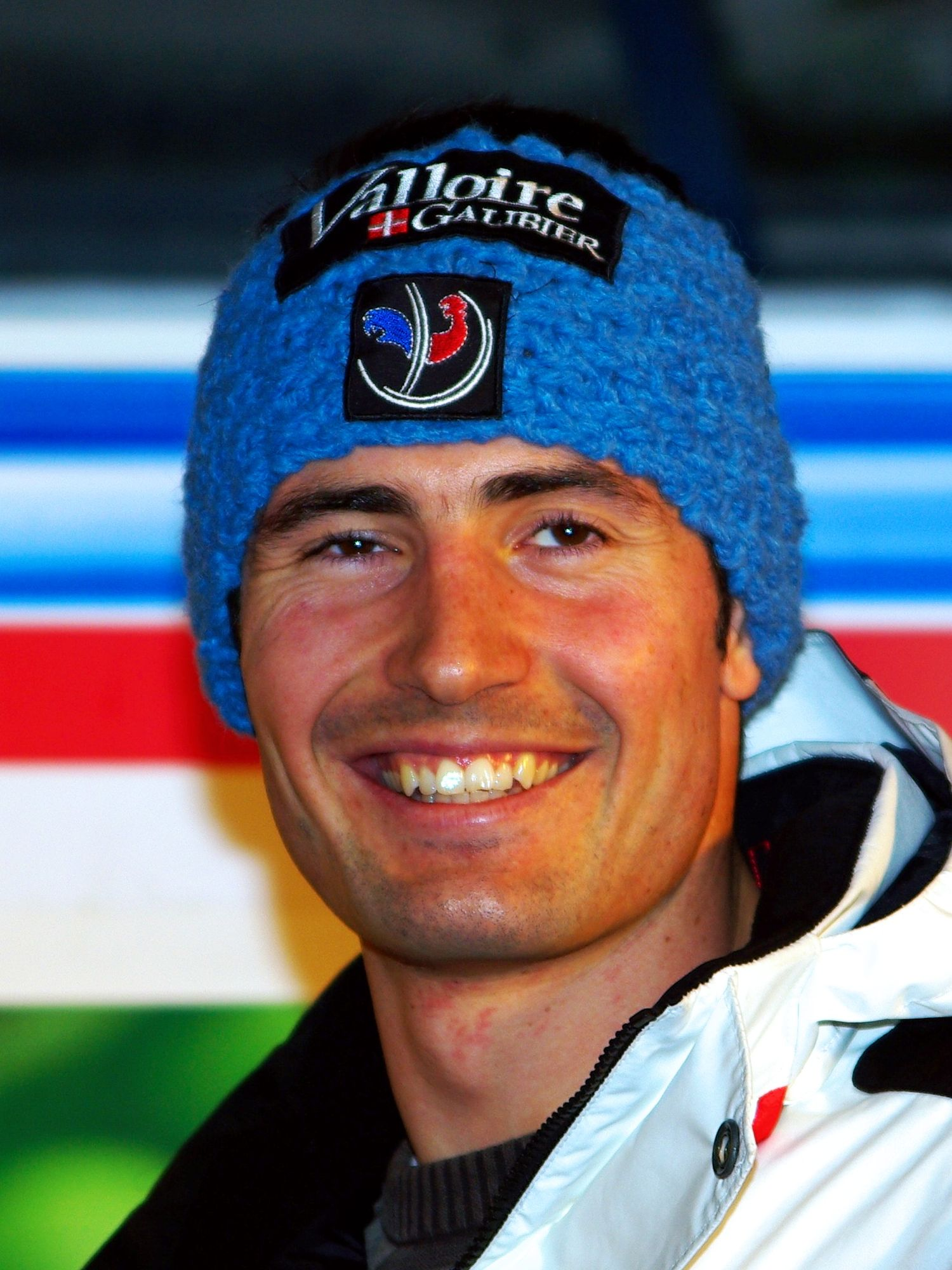
Гранж в 2008 году

Впервые поднялся на подиум на этапах Кубка мира 29 ноября 2007 года в американском Бивер-Крике в суперкомбинации (второе место). Первую победу на этапе одержал 17 декабря того же года в итальянской Альта-Бадии. 11 и 12 января 2008 года сумел выиграть за два дня 2 этапа в швейцарском Венгене — суперкомбинацию и слалом. Через 8 дней победил в слаломе в Кицбюэле. По итогам сезона 2007/08 в Кубке мира Гранж занял второе место в зачёте слалома, отстав на 19 очков от итальянца Манфреда Мёльгга. В общем зачёте Кубка мира Гранж стал воьсмым.
В следующем сезоне 2008/09 Гранж выиграл два этапа Кубка мира в слаломе (в Финляндии и Хорватии), а также сумел выиграть и зачёт Кубка мира в слаломе, опередив хорвата Ивицу Костелича. Гранж стал лишь вторым с 1973 года французом, выигравшим зачёт слалома в Кубке мира (в 1996 году победил Себастьен Амье). В общем зачёте Кубка мира 2008/09 Гранж, набрав 887 очков, занял лучшее среди французов пятое место.
На чемпионате мира 2009 года Гранж занял 7-е место в гигантском слаломе.
В начале декабря 2009 года Гранж разорвал связки колена во время этапа Кубка мира в американской Бивер-Крике, из-за чего был вынужден пропустить Олимпийские игры 2010 в Ванкувере. В начале января 2010 года Гранжу была сделана операция на колене.

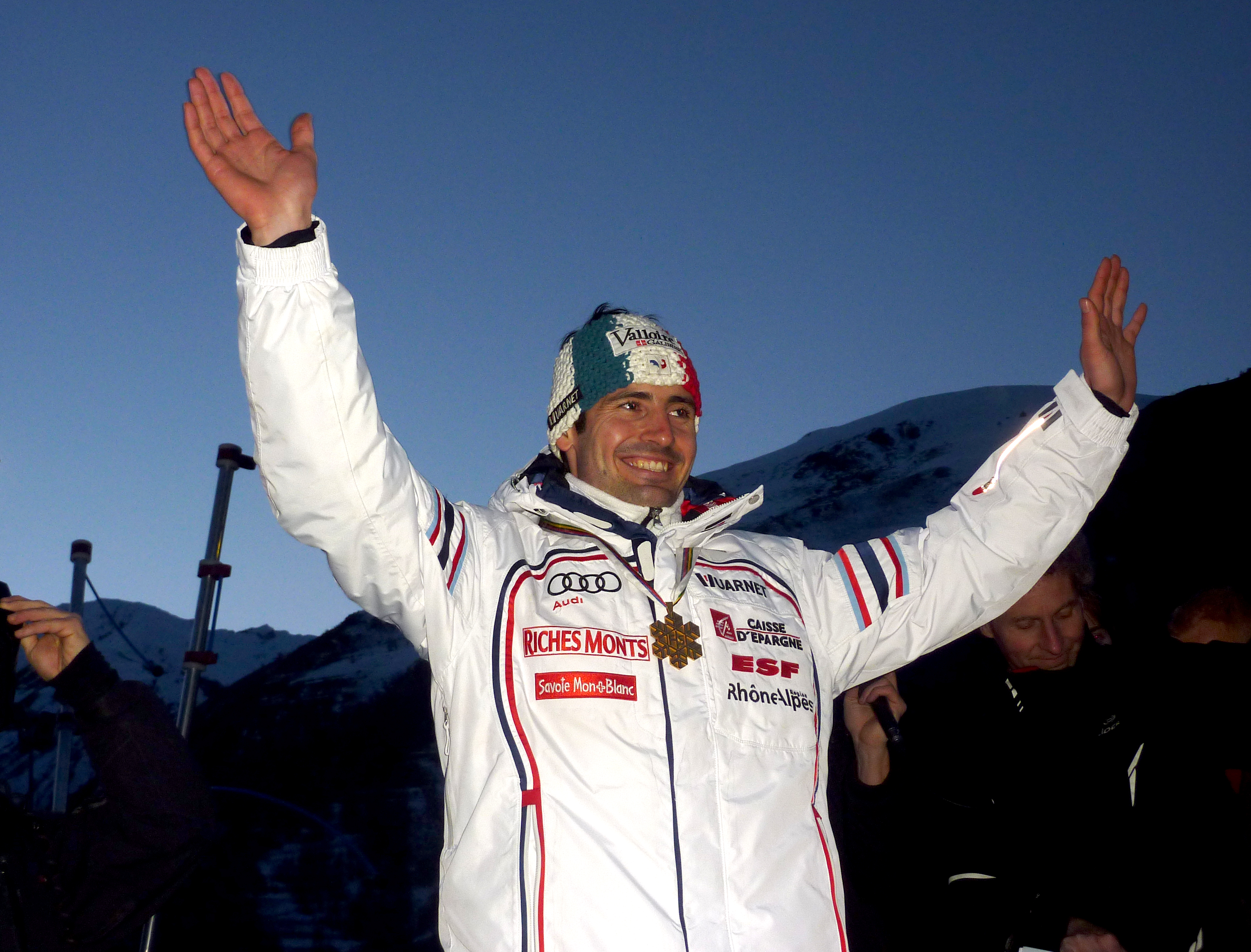
Гранж в 2011 году с золотой медалью чемпиона мира

Вернулся на трассы Кубка мира осенью 2010 года и уже во второй гонке сезона 2010/2011 сумел выиграть слалом в финском Леви. В январе 2011 года за 3 дня выиграл ещё два этапа в слаломе — в австрийских Кицбюэле и Шладминге. В феврале 2011 года в немецком Гармиш-Партенкирхене Гранж выиграл золото чемпионата мира. Гранж стал первым французом, выигравшим золото чемпионата мира в слаломе с 1970 года, когда победил Жан-Ноэль Ожер. 
После победы на чемпионате мира долгое время не показывал прежнего уровня, с 2011 года Гранж не мог попасть даже в тройку лучших на этапе Кубка мира. На Олимпийских играх 2014 года в Сочи Гранж выступал только в слаломе. После первой попытки француз шёл на пятом месте, отставая всего на 0,02 сек от третьего места. Но во второй попытке Гранж не сумел финишировать.
На чемпионате мира 2015 года неожиданно выиграл своё второе золото в слаломе, благодаря лучшему времени во второй попытке.
17 марта 2017 года в составе сборной Франции занял третье место в командных соревнованиях на финальном этапе Кубка мира в Аспене.
22 декабря 2020 года занял шестое место в слаломе в Мадонне-ди-Кампильо, попав в шестёрку лучших на этапах Кубка мира впервые с ноября 2018 года.
Завершил карьеру после сезона 2020/21.

## Результаты на крупнейших соревнованиях

### Зимние Олимпийские игры
| Олимпийские игры | Скоростной спуск         | Супергигант              | Гигантский слалом        | Слалом                   | Комбинация               | Команды                  |
| ---------------- | ------------------------ | ------------------------ | ------------------------ | ------------------------ | ------------------------ | ------------------------ |
| 2006 Турин       | —                        | —                        | —                        | DNF2                     | 13                       | н/д                      |
| 2010 Ванкувер    | не выступал из-за травмы | не выступал из-за травмы | не выступал из-за травмы | не выступал из-за травмы | не выступал из-за травмы | не выступал из-за травмы |
| 2014 Сочи        | —                        | —                        | —                        | DNF2                     | —                        | н/д                      |
| 2018 Пхёнчхан    | —                        | —                        | —                        | DNF1                     | —                        | —                        |

### Завоёванные Кубки мира
- Слалом — 2008/09

### Победы на этапах Кубка мира (9)
| № | Сезон   | Дата        | Место       | Дисциплина      |
| - | ------- | ----------- | ----------- | --------------- |
| 1 | 2007/08 | 17 дек 2007 | Альта-Бадия | Слалом          |
| 2 | 2007/08 | 11 янв 2008 | Венген      | Суперкомбинация |
| 3 | 2007/08 | 12 янв 2008 | Венген      | Слалом (2)      |
| 4 | 2007/08 | 20 янв 2008 | Кицбюэль    | Слалом (3)      |
| 5 | 2008/09 | 16 ноя 2008 | Леви        | Слалом (4)      |
| 6 | 2008/09 | 6 янв 2009  | Загреб      | Слалом (5)      |
| 7 | 2010/11 | 14 ноя 2010 | Леви        | Слалом (6)      |
| 8 | 2010/11 | 23 янв 2011 | Кицбюэль    | Слалом (7)      |
| 9 | 2010/11 | 25 янв 2011 | Шладминг    | Слалом (8)      |